# 츠부라야 프로덕션
츠부라야 프로덕션(円谷プロダクション, Tsuburaya Productions) 또는 츠프로(ツプロ, Tsupuro)는 특수 효과 감독인 쓰부라야 에이지가 1963년에 설립한 일본의 특수 효과 스튜디오로 그의 가족이 운영하다가 2007년 10월 가족이 광고 대행사 TYO Inc.에 회사를 매각할 때까지 이 스튜디오는 울트라 시리즈를 제작하는 것으로 가장 잘 알려져 있다. 2007년부터 본사는 도쿄도 세타가야구 하치만야마에 위치해 있다.